# Efland
 (mai 2025).
Efland est une census-designated place située dans le comté d'Orange, dans l’État de Caroline du Nord, aux États-Unis. Lors du recensement de 2020, elle comptait 852 habitants.